# Era Istrefi
 (août 2020).
Era Istrefi, née le 4 juillet 1994 à Pristina, au Kosovo, est une chanteuse kosovare, principalement connue pour avoir interprété la chanson à succès mondial BonBon, sortie en 2015, grâce à laquelle elle est devenue une star internationale.

## Biographie

### Enfance et débuts de carrière (1994-2014)
Era Istrefi naît le 4 juillet 1994 à Prishtina (Kosovo). Sa mère, Suzana Tahirsylaj, est une chanteuse albanaise des années 1980 et 1990. Son père, Nezir Istrefi, est journaliste. Après la mort de son père en 2004, sa mère quitte sa carrière dans le divertissement. Sa sœur, Nora Istrefi, est également chanteuse.
En 2013, alors qu'elle est âgée de 19 ans, Era Istrefi fait ses débuts dans son pays natal avec Mani për money, finalement sorti en version guègue avec des phrases en anglais,. Cette même année, Era Istrefi se déclare militante pour les droits LGBT. Quelques mois plus tard, elle construit sa notoriété avec la sortie de son nouveau single, A Po Don?, promu avec un clip vidéo. Son troisième single E Dehun — inspiré de la chanson du même nom de Nexhmije Pagarusha — suscite la controverse pour avoir tourné son clip dans l'église orthodoxe serbe qui a été brûlée par des Albanais en 2004. Après la sortie de E Dehun, Era Istrefi reçoit trois prix aux VideoFest Awards, dont celui de la meilleure révélation. En décembre 2014, la chanteuse sort la pop ballad 13, dont le clip est visionné près de 200 000 fois dans les premières vingt-quatre heures sur YouTube,. Depuis 2016, elle détient la nationalité albanaise.

### Une percée internationale (depuis 2015)
Era Istrefi connaît une reconnaissance internationale avec son single BonBon, sorti le 30 décembre 2015, en même temps que le clip vidéo tourné au Kosovo. La chanson devient un succès immédiat et virale sur les réseaux sociaux. Elle est rapidement décrite comme étant « la Rihanna et la Sia d'Albanie »,,. En février 2016, Era Istrefi signe un contrat avec les maisons de disque Sony Music Entertainment et Ultra Records. Era Istrefi serait en train d'enregistrer son prochain album studio en collaboration avec RCA Records. En juin 2016, une version en anglais de BonBon sort. Le 24 février, 2017, Era Istrefi sort un nouveau single, intitulé Redrum.
Pour la coupe du monde de football 2018 en Russie, elle interprète la chanson Live it Up, hymne officiel de la compétition choisi par la FIFA, accompagnée de Nicky Jam et Will Smith.

## Discographie
| Mani për money                                                     | 2013 | —  | —  | —  | —  | — | —  | —  | —  | —  | —  |                       |
| A po don?                                                          | 2014 | —  | —  | —  | —  | — | —  | —  | —  | —  | —  |                       |
| E dehun (feat. Mixey)                                              | 2014 | —  | —  | —  | —  | — | —  | —  | —  | —  | —  |                       |
| 13                                                                 | 2014 | —  | —  | —  | —  | — | —  | —  | —  | —  | —  |                       |
| Njo si ti                                                          | 2015 | —  | —  | —  | 26 | — | —  | —  | —  | —  | —  |                       |
| Shumë pis (feat. Ledri Vula)                                       | 2015 | —  | —  | —  | —  | — | —  | —  | —  | —  | —  |                       |
| BonBon                                                             | 2016 | 10 | 46 | 19 | 39 | 1 | 95 | 38 | 29 | 62 | 39 | - BVMI: Or - NVPI: Or |
| Redrum (feat. Felix Snow)                                          | 2017 | —  | —  | —  | —  | — | —  | —  | —  | —  | —  |                       |
| "—" signifie que le single n'est pas classé ou sorti dans le pays. |      |    |    |    |    |   |    |    |    |    |    |                       |

## Récompenses et nominations
| Année | Cérémonie             | Catégorie                      | Nommé pour    | Résultat   |
| ----- | --------------------- | ------------------------------ | ------------- | ---------- |
| 2014  | VideoFest Awards      | Meilleure performance          | E dehun       | Lauréat    |
| 2014  | VideoFest Awards      | Meilleur style musical         | E dehun       | Lauréat    |
| 2014  | VideoFest Awards      | Meilleure artiste féminine     | E dehun       | Nomination |
| 2014  | VideoFest Awards      | Meilleure révélation           | Mani për mone | Lauréat    |
| 2014  | Zhurma Show Awards    | Meilleure révélation           | E dehun       | Nomination |
| 2015  | Zhurma Show Awards    | Meilleure collaboration        | Shumë pis     | Nomination |
| 2015  | Zhurma Show Awards    | Révélation web                 | Shumë pis     | Lauréat    |
| 2015  | Zhurma Show Awards    | Meilleure chanson              | Shumë pis     | Nomination |
| 2016  | Top Music Awards      | Collaboration de l'année       | Shumë pis     | Lauréat    |
| 2016  | Top Music Awards      | Chanson de l'année             | Shumë pis     | Nomination |
| 2016  | Top Music Awards      | Chanson de l'année             | BonBon        | Lauréat    |
| 2016  | Top Music Awards      | Artiste féminine de l'année    | Elle-même     | Lauréat    |
| 2016  | Top Music Awards      | Artiste avant-gardiste         | Elle-même     | Nomination |
| 2016  | Kult Awards           | Chanson de l'année             | BonBon        | Nomination |
| 2017  | Eurosonic Noorderslag | European Border Breakers Award | Elle-même     | Lauréat    |
| 2017  | Eurosonic Noorderslag | Prix du public                 | Elle-même     | Nomination |